# Csatka
Csatka é um município da Hungria, situado no condado de Komárom-Esztergom. Tem 17,77 km² de área e sua população em 2015 foi estimada em 220 habitantes.